# HD 154672
HD 154672 — звезда, которая находится в созвездии Жертвенника на расстоянии около 215 световых лет от нас. Вокруг звезды обращается, как минимум, одна планета.

## Характеристики
HD 154672 относится к классу жёлтых субгигантов. Её масса и радиус эквивалентны 1,06 и 1,27 солнечных соответственно. Это очень старая звезда, её возраст оценивается приблизительно в 9,28 миллиардов лет.

## Планетная система
В 2008 году группой астрономов, работающих в рамках проекта N2K, было объявлено об открытии планеты HD 154672 b в системе. Это массивный газовый гигант, превосходящий по массе Юпитер в 5 раз. Планета обращается на расстоянии 0,6 а. е. от родительской звезды, совершая полный оборот за 163 суток. Открытие было совершено методом Доплера.